# 東由多加
東 由多加（ひがし ゆたか、1945年5月12日 - 2000年4月20日）は、日本の劇作家、演出家。東京キッドブラザース主宰。

## 人物・来歴
台湾生まれ。長崎県長崎市育ち。長崎県立長崎西高等学校卒業、早稲田大学教育学部中退。自らの作・演出によるミュージカル80作品を上演。

## 略歴
- 1963年、早稲田大学に入学。
- 1967年、寺山修司らと天井桟敷を結成。
- 1968年9月21日、新宿の喫茶店でキッド兄弟商会（後に東京キッドブラザースに改名）を結成。
- 1970年3月24日、寺山修司が発起人となり『あしたのジョー ファンの集い（力石徹告別式）』が講談社6階講堂で開催され、東が構成・演出を手がける。
- 1970年、『GOLDEN BAT』でオフ・ブロードウェイに進出。
- 1971年、『サクランボ・ユートピア』を鳥取県佐治村に開設。
- 2000年、食道癌により死去。

## エピソード
作家の柳美里はかつて女優を志して、東の劇団に所属していたが、東は柳に「あなたは演じるより、書きなさい」と作家になる事をすすめた。柳は自分が18歳から31歳まで15年間、東と同棲した「伴侶」だと言っているが、東が多数の愛人を作ったことで破局し、柳がある既婚男性との子供を身ごもり破局した際には東が柳と同居し、柳の子供の育児のサポートを務めた。

## 書籍
- 『東京キッドブラザース全漂流記録集』八曜社、1977年
- 『地球よとまれ、ぼくは話したいんだ』毎日新聞社、1977年12月、講談社文庫、1981年12月15日
- 『愛を追い夢を追い 東京キッドブラザースの青春』講談社、1982年1月 ISBN 9784061459434
- 『ぼくたちが愛のために戦ったということを(1)――「冬のシンガポール」「失なわれた藍の色」』而立書房、1981年8月 ISBN 9784880590462
- 『ぼくたちが愛のために戦ったということを(2)――「哀しみのキッチン」「街のメロス」』而立書房、1982年8月 ISBN 9784880590561
- 『ぼくたちが愛のために戦ったということを(3)――「青春のアンデルセン」「SHIRO」』而立書房、1982年3月 ISBN 9784880590509
- 『ぼくたちが愛のために戦ったということを(4)――「ペルーの野球」、エッセイ』而立書房、1982年11月 ISBN 9784880590592
- 『Kid愛のメモリィ 東京キッドブラザース全記録集』而立書房、1984年3月
- 『夢の湖』而立書房、1989年9月 ISBN 9784880591339
- 『MUSICAL キッド』而立書房、1989年9月 ISBN 9784880591346
- 『蛍の町』而立書房、1989年12月 ISBN 978-4880591360
- 『東由多加が遺した言葉』而立書房、2002年4月20日 ISBN 9784880592886

## 関連書籍
- 寺山修司『白夜討論』講談社、1970年
- 五木寛之『五木寛之雑学対談』講談社、1975年
- 永倉万治『黄金バット』講談社、1995年3月 ISBN 9784062074476、講談社文庫、1999年1月 ISBN 9784062639767
- 岩井レイ子『戦後4世の青春』文芸社、2001年4月 ISBN 9784835517377
- 柳美里『命』『魂』『生』『声』新潮文庫、2004年1月-2月
- 釉木淑乃『帰ってきた黄金バット』集英社、2006年9月